# Pléhédel
Pléhédel (tiếng Breton: Plehedel) là một xã của tỉnh Côtes-d’Armor, thuộc vùng Bretagne, tây bắc Pháp.

## Dân số
Người dân ở Pléhédel được gọi là Pléhédelais.